# Grote Prijs Stad Zottegem 1980
Il Grote Prijs Stad Zottegem 1980, quarantacinquesima edizione della corsa, si svolse il 19 agosto 1980 su un percorso con partenza e arrivo a Zottegem. Fu vinto dal belga Etienne Van der Helst della Safir-Ludo davanti ai suoi connazionali Ludo Peeters e Guido Van Sweevelt.

## Ordine d'arrivo (Top 10)
| Pos. | Corridore             | Squadra                           | Tempo    |
| ---- | --------------------- | --------------------------------- | -------- |
| 1    | Etienne Van der Helst | Safir-Ludo                        | 4h07'26" |
| 2    | Ludo Peeters          | Ijsboerke-Warncke Eis             |          |
| 3    | Guido Van Sweevelt    | Ijsboerke-Warncke Eis             |          |
| 4    | Étienne De Wilde      | Splendor-Admiral                  |          |
| 5    | William Tackaert      | DAF Trucks-Lejeune                |          |
| 6    | Roger De Vlaeminck    | Boule d'Or-Studio Casa            |          |
| 7    | Willy Teirlinck       | Safir-Ludo                        |          |
| 8    | Jos Jacobs            | IJsboerke-Warncke Eis-Koga Miyata |          |
| 9    | Marc Dierickx         | Marc-Carlos-VRD                   |          |
| 10   | Frank Hoste           | Marc-Carlos-VRD                   |          |